# Albert Neuhuys (1844-1914)

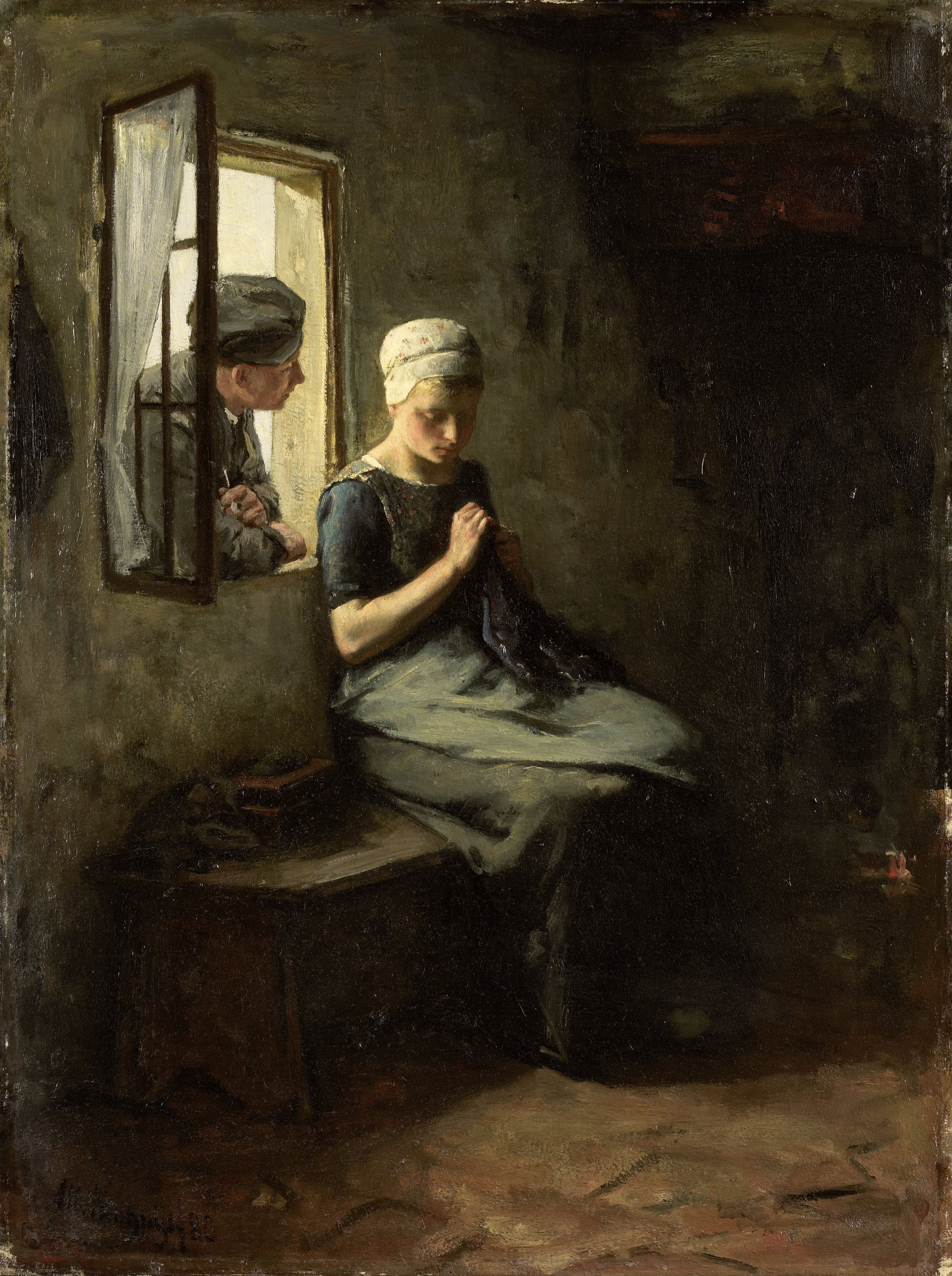
Vissersvrijage, 1880, Rijksmuseum Amsterdam

Johannes Albert Neuhuys (Utrecht, 10 juni 1844 – Orselina (Zwitserland), 6 februari 1914) was een van de bekendste kunstschilders uit de Larense School, die voornamelijk door Neuhuys' binnenhuisschilderijen bekend is geworden.

## Leven en werk
Neuhuys werd geboren te Utrecht en werd aldaar door Gijsbert Craeyvanger opgeleid tot lithograaf. Toen echter de steendrukkerij, waarin hij werkte, failliet ging, besloot hij schilder te worden, net als zijn oudste broer Jan Neuhuys.
In 1868 trok Neuhuys naar Antwerpen, waar hij vier jaar de avondcursussen volgde aan de Academie. Overdag schilderde hij romantische voorstellingen en historiestukken, waarmee hij een zeker succes oogstte. In 1871 kreeg hij zelfs als eerste een koninklijke subsidie voor drie jaar.
Neuhuys kwam in 1872 naar Amsterdam, maar het historieschilderen interesseerde hem niet meer. Hij trok naar Nunspeet en naar Het Gooi, want hij wilde naar de natuur schilderen. Hij sloot vriendschap met de Haagse Scholers Jozef Israëls, Anton Mauve en de gebroeders Jacob en Matthijs Maris en ging in 1876 ook in Den Haag wonen. Met Israëls werkte hij vaak in Het Gooi, en van 1883 tot 1885 woonde hij in Laren, naast Mauve aan de Naarderweg. Van 1885 tot 1888 woonde hij in Hilversum. Van 1900 tot 1910 woonde Neuhuys weer in Amsterdam, maar hij bleef vaak in Laren aan zijn talrijke kleurrijke plattelandsinterieurs werken.
Intussen had hij ook een aantal reizen gemaakt. Zo verbleef hij in 1904, 1908 en 1910 in de Verenigde Staten.
In 1911 vestigde hij zich in Zürich, omwille van de gezondheid van zijn zoon. Neuhuys stierf op 69-jarige leeftijd te Orselina nabij Locarno in Zwitserland. Hij werd begraven in Den Haag op de begraafplaats Oud Eik en Duinen.